# Autobusy na Malcie

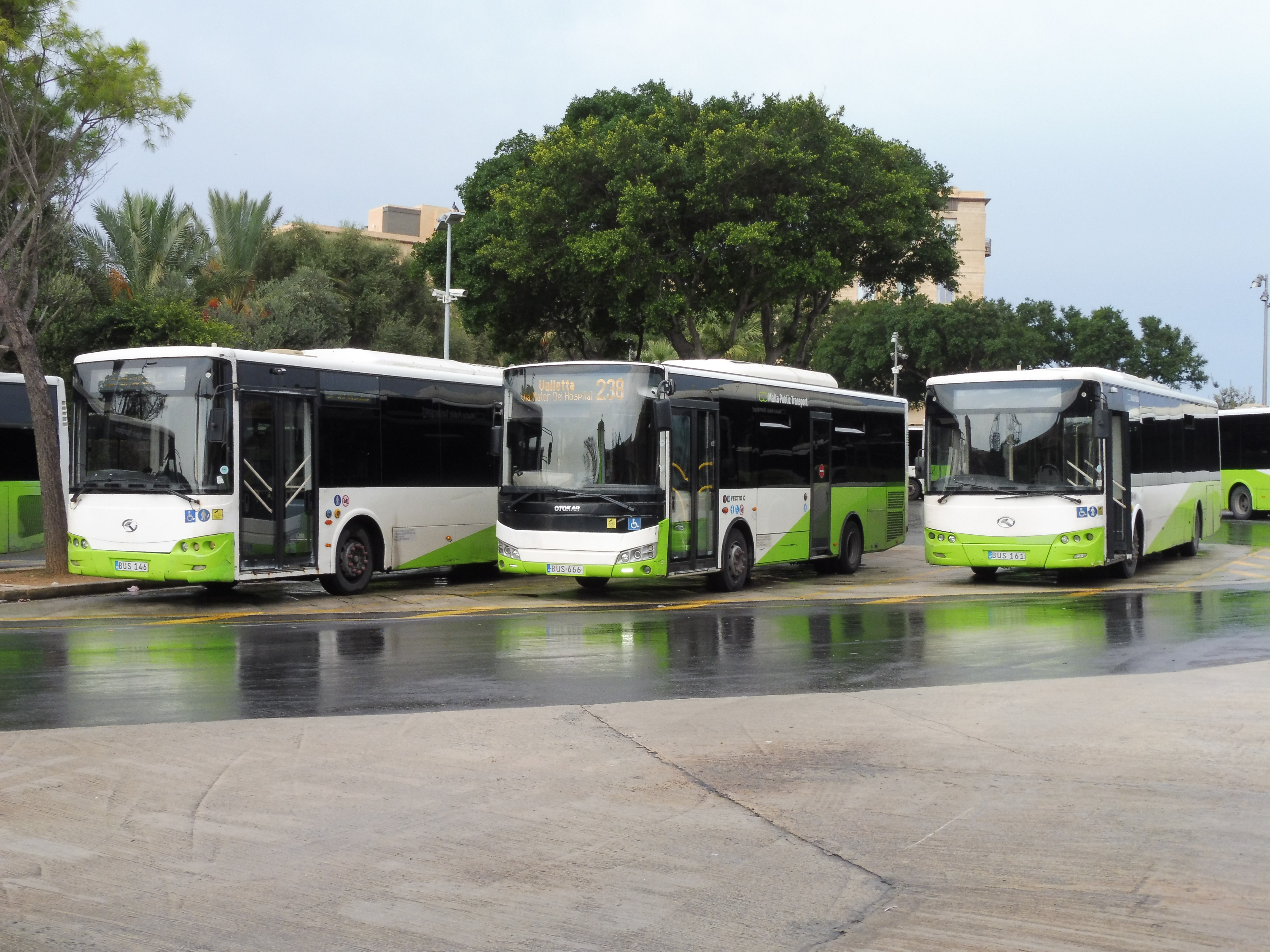
Autobusy komunikacji miejskiej na Malcie

Maltański autobus (xarabank, karozza tal-linja) był w użyciu jako transport publiczny na śródziemnomorskim państwie Malta. Był on również główną atrakcją turystyczną na wyspie ze względu na niepowtarzalny wygląd. Tak było do 3 lipca 2011 roku, kiedy obsługę sieci tras autobusowych na wyspie przejęła firma Arriva. Malta miała w użyciu wiele typów autobusów, których nie używano już nigdzie indziej na świecie – była swoistym „żywym muzeum” starych autobusów.
Unikalny charakter maltańskich autobusów wynikał z tradycji posiadania ich na własność przez miejscowych kierowców oraz stosowanych od dawna praktyk ich personalizacji. Oprócz dbałości o detale i dekorację, wiele maltańskich autobusów miało niepowtarzalny wygląd dzięki konserwacji, naprawie i modyfikacji w lokalnych, często przydomowych, warsztatach.
Jako ikona, znak szczególny Malty, klasyczne autobusy były (i nadal są) głównym motywem większości pamiątek turystycznych. Jako podstawowy środek transportu publicznego na wyspie, autobusy były używane przez wielu turystów do odwiedzenia różnych części Malty. Kiedy zaczęto wprowadzać w użycie nowsze modele autobusów, niektóre z nich miały nowoczesny wystrój, jednakże personalizacja i dekoracja „w starym stylu” była kontynuowana również w nich.

## Oryginalny system autobusowy (1920-2011)

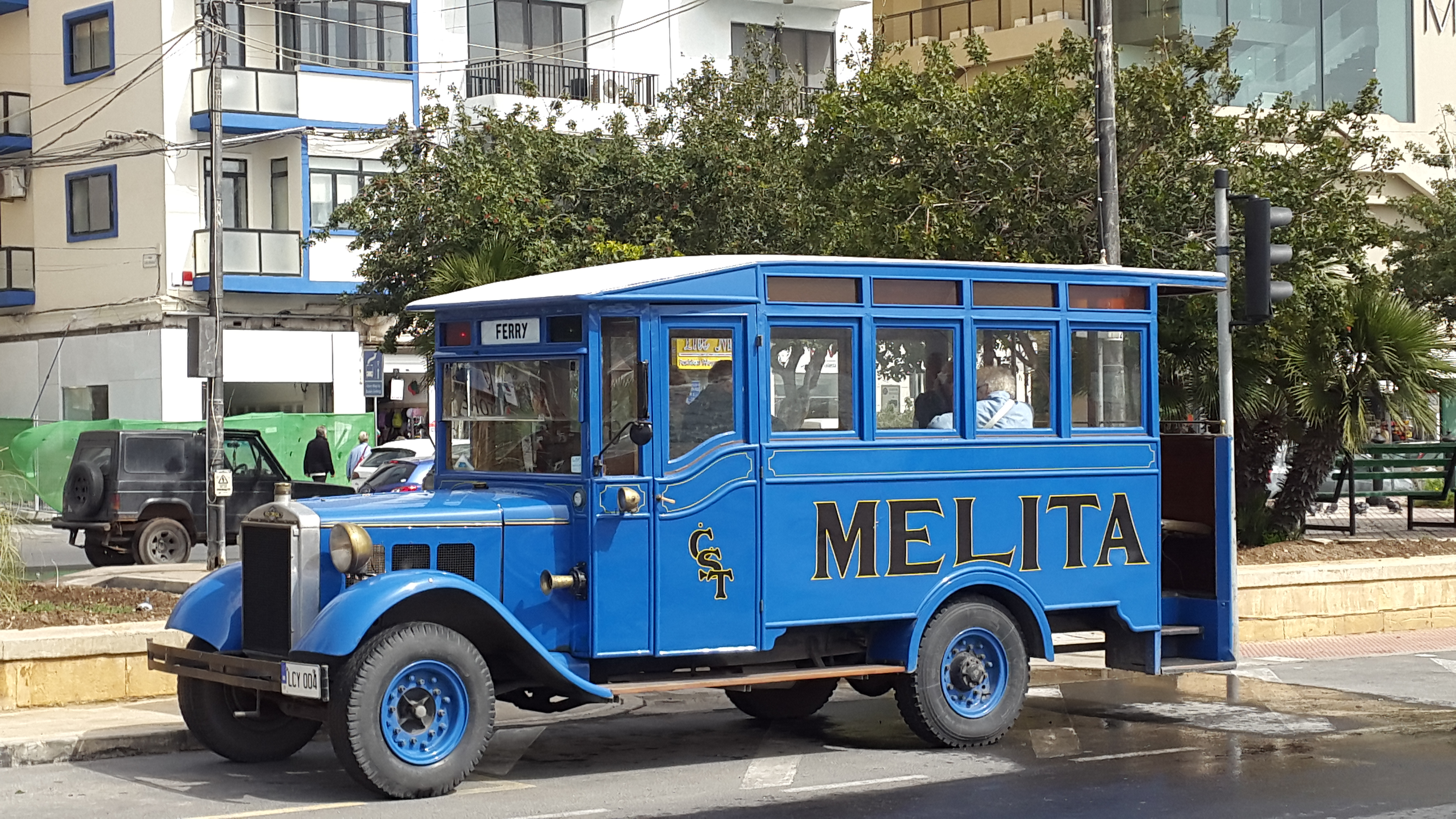
Jeden z pierwszych maltańskich autobusów, zakupiony w 1921 r. przez Cottonera Motor Bus Company. Jest ciągle dziś w użyciu jako atrakcja dla turystów.

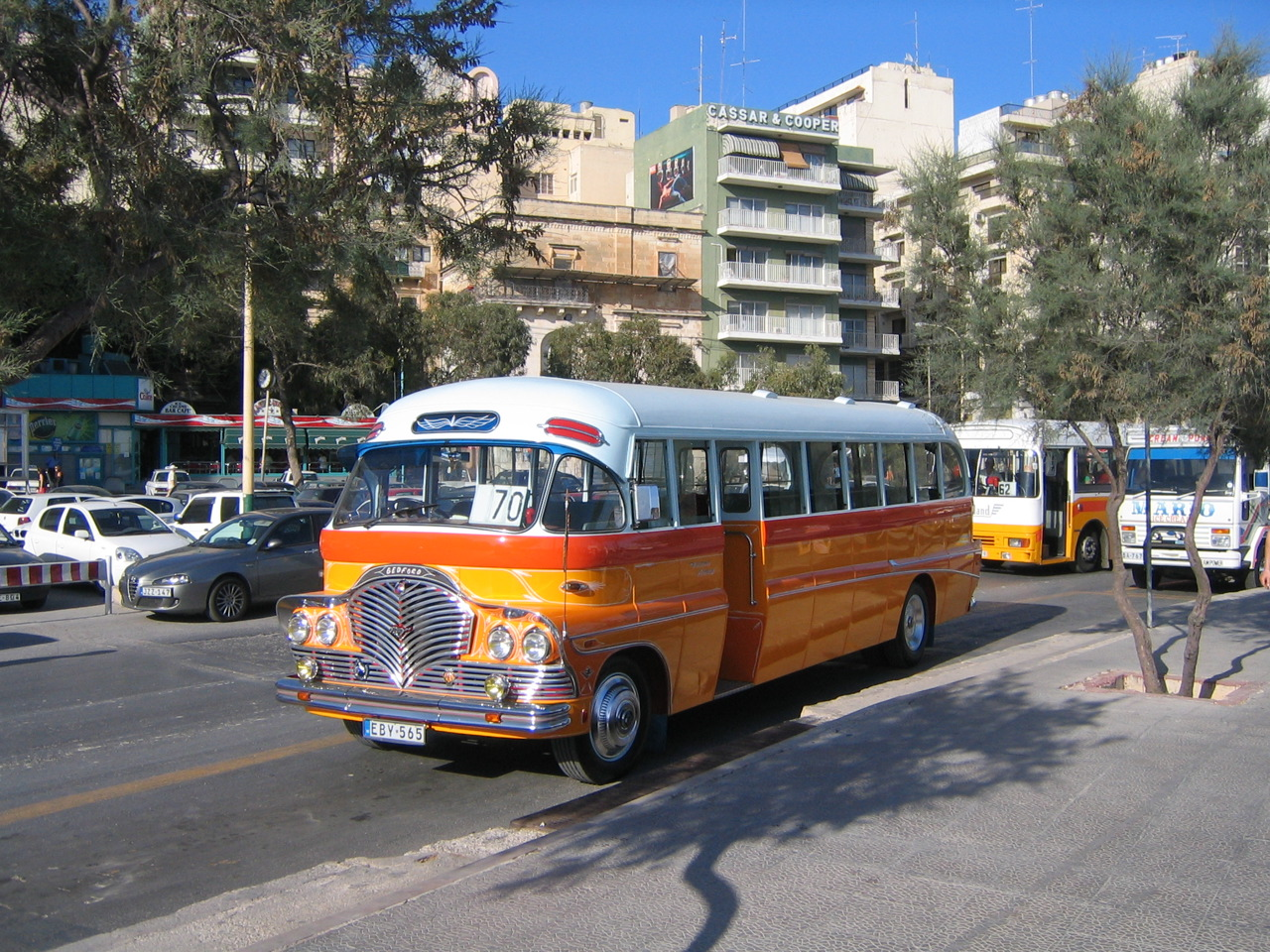
Błyszczące chromowania na starym maltańskim autobusie.

### Historia
Autobusy zaczęto importować na Maltę już w 1905 roku. W 1920 roku rozpoczęto ich produkcję na wyspie, przy współpracy miejscowych stolarzy i mechaników, robiących nadwozia autobusów dla firm obsługujących transport lokalny.
W latach 20. XX w. działalność  publicznego transportu autobusowego podlegała otwartej konkurencji, a autobusy będące w użyciu nie zawsze były dobrze wykonane. Utworzenie w 1931 r. Zarządu Kontroli Ruchu (ang. Traffic Control Board) znormalizowało i zdyscyplinowało system transportu. Poskutkowało to rozpoczęciem przez kierowców unowocześniania wyglądu swoich autobusów. Od tego czasu kierowcy zaczęli być dumni ze swoich pojazdów i okazywali to przez ich personalizację i dekorowanie.
Od reformy w latach 70. XX w. działalność autobusów została scentralizowana we wspólnocie właścicieli Zrzeszenie Transportu Publicznego(ang. – Public Transport Association), w języku maltańskim Assoċjazzjoni Trasport Pubbliku (ATP). Związek ten stał się odpowiedzialny za scentralizowane z dnia na dzień zarządzanie operacyjne autobusami, tworząc jednolity harmonogram dyżurów oraz określając podstawowe kolory pojazdów, chociaż nie zmienił prawa własności autobusów.
Ogólny system transportu podlega Zarządowi Transportu Malty (Malta Transport Authority) – Awtorità Dwar it-Trasport (ADT)
W grudniu 2003 r., w związku z zezłomowaniem ponad 100 autobusów, rząd subsydiował nową usługę autobusową przy użyciu tradycyjnych autobusów maltańskich, pod nazwą „VisitMalta bus”. Została ona utworzona wspólnie przez Ministerstwa Turystyki oraz Transportu, jednakże zlikwidowano ją w kwietniu 2005 r.
Podczas gdy autobusy na ogół są popularne wśród turystów oraz nostalgicznych Maltańczyków, oryginalny system był niepopularny i posiadał złą sławę wśród niektórych części społeczeństwa, które uważały, że usługa jest nieefektywna i szkodliwa dla środowiska naturalnego, a kierowcy czasem odnoszą się bardzo niegrzecznie do pasażerów, Poskutkowało to wzrostem liczby prywatnych pojazdów (i dzisiaj tylko 1 na 10 przejazdów mieszkańców jest obsługiwane za pomocą transportu publicznego.) Jeden ekstremalny przypadek miał miejsce 29 czerwca 2010 r., kiedy kierowca próbował usunąć hiszpańską turystkę z autobusu, gdy ta poprosiła o wydanie 6c reszty.

### System operacyjny

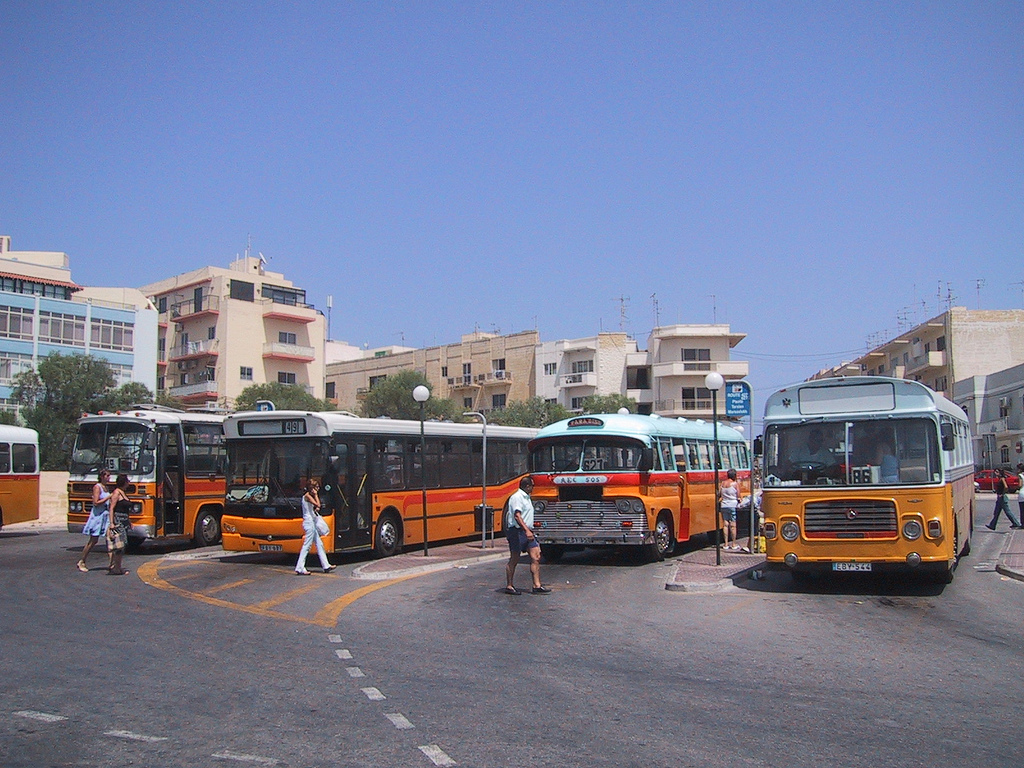
Autobusy na dworcu autobusowym w Bugibba. (L-P): autokar Bedford/Duple Dominant (z siedzeniami autobusowymi), nowoczesny niskopodłogowy BMC Falcon, klasyczny Leyland Comet/Aqualina i Bristol/ECW

Model operacyjny sięga wstecz do systemu wprowadzonego w 1977 roku. Władze ATP ustaliły harmonogramy, które następnie były obsługiwane przez prywatnych właścicieli autobusów. Byli oni odpowiedzialni za stan techniczny i utrzymanie swoich pojazdów, indywidualnie albo w grupach. Wiele autobusów było garażowanych w domach kierowców lub też w małych lokalnych garażach.
Aby zapewnić obsługę zarówno „dobrych”, jak i „złych” tras, codzienna eksploatacja autobusów działała na zasadzie harmonogramu dyżurów, w których autobusy pracowały w systemie „dzień pracy – dzień wolny”, przy czym w jeden dzień połowa autobusów obsługiwała trasy publiczne, a druga połowa była używana do wynajmu prywatnego, albo jako autobusy szkolne, albo była w konserwacji.
Największa koncentracja autobusów występowała na głównym dworcu autobusowym w Valletcie, na City Gate Square, wokół Fontanny Trytona, skąd odchodziła zdecydowana większość głównych tras. Inne miejsca wzmożonego ruchu autobusowego to Buġibba, Saint Paul’s Bay, Sliema i Mosta.

### Stare barwy i modele autobusów

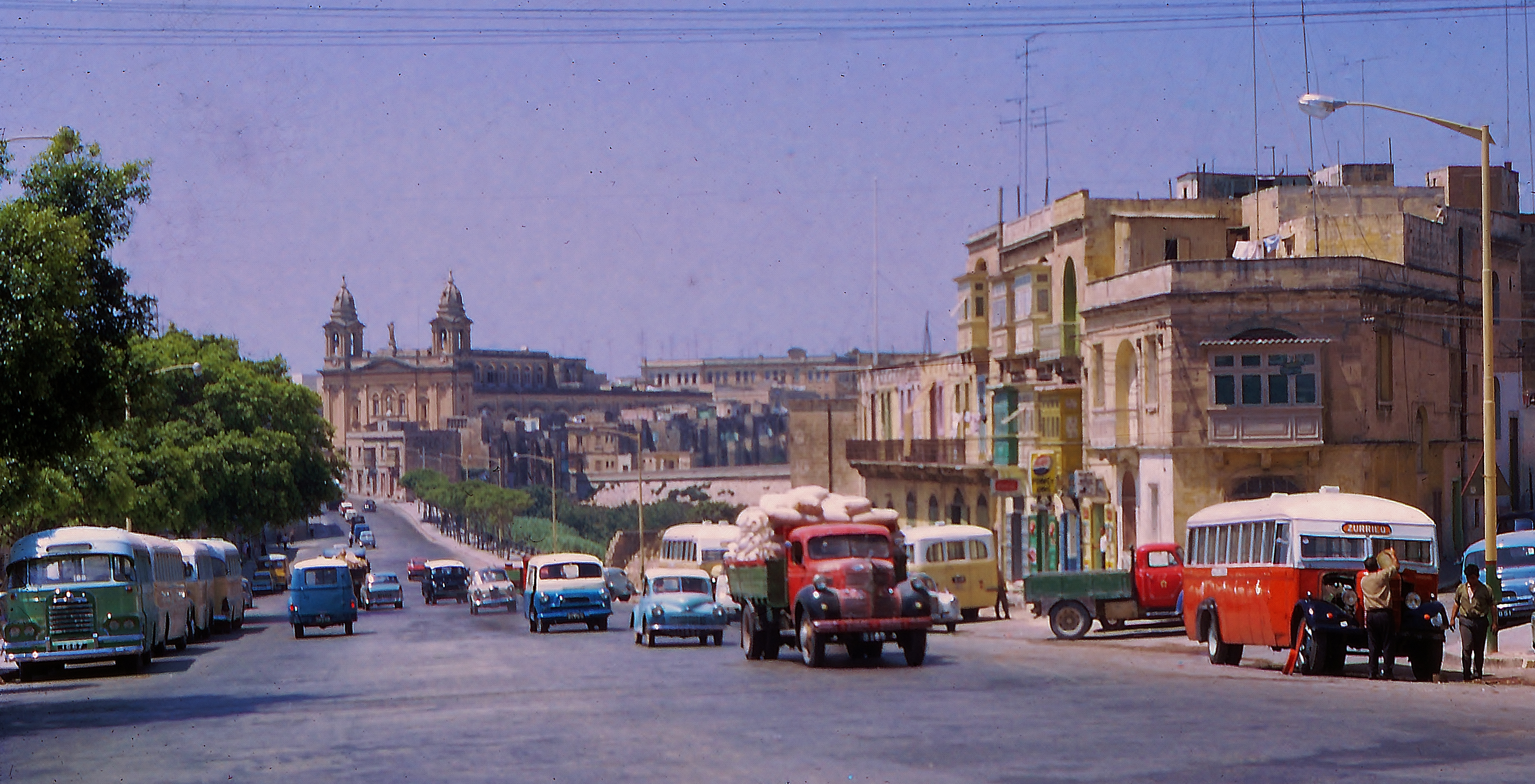
Stare autobusy w Marsa (1967)

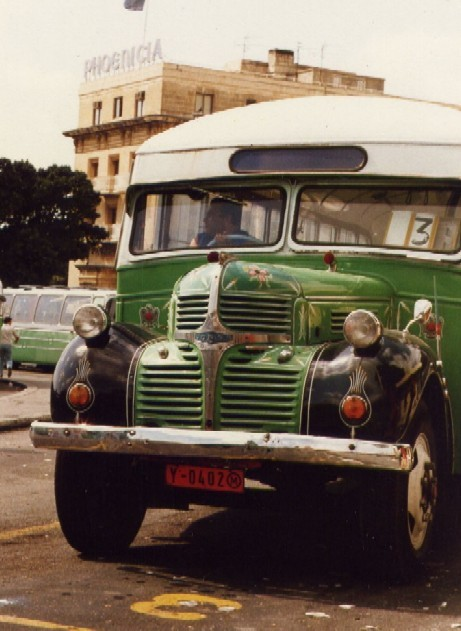
Zielony maltański autobus (1987)

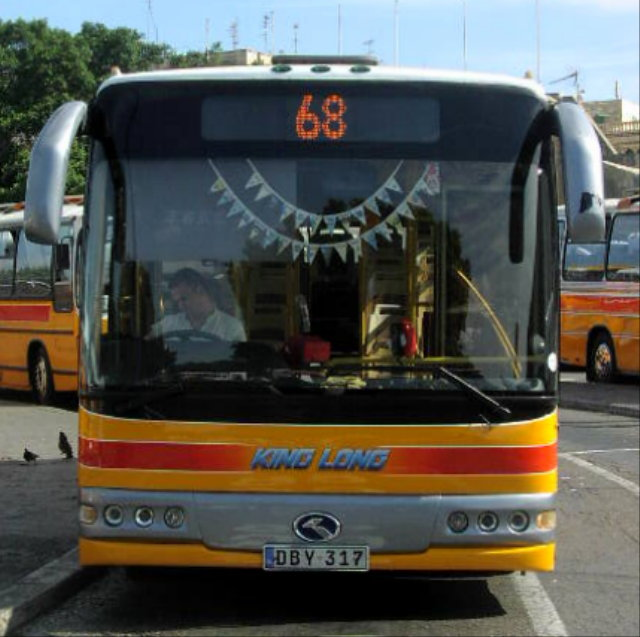
Kiedyś nowoczesny King Long z elektronicznie wyświetlanym numerem linii 68 (Baħar iċ-Ċagħaq)

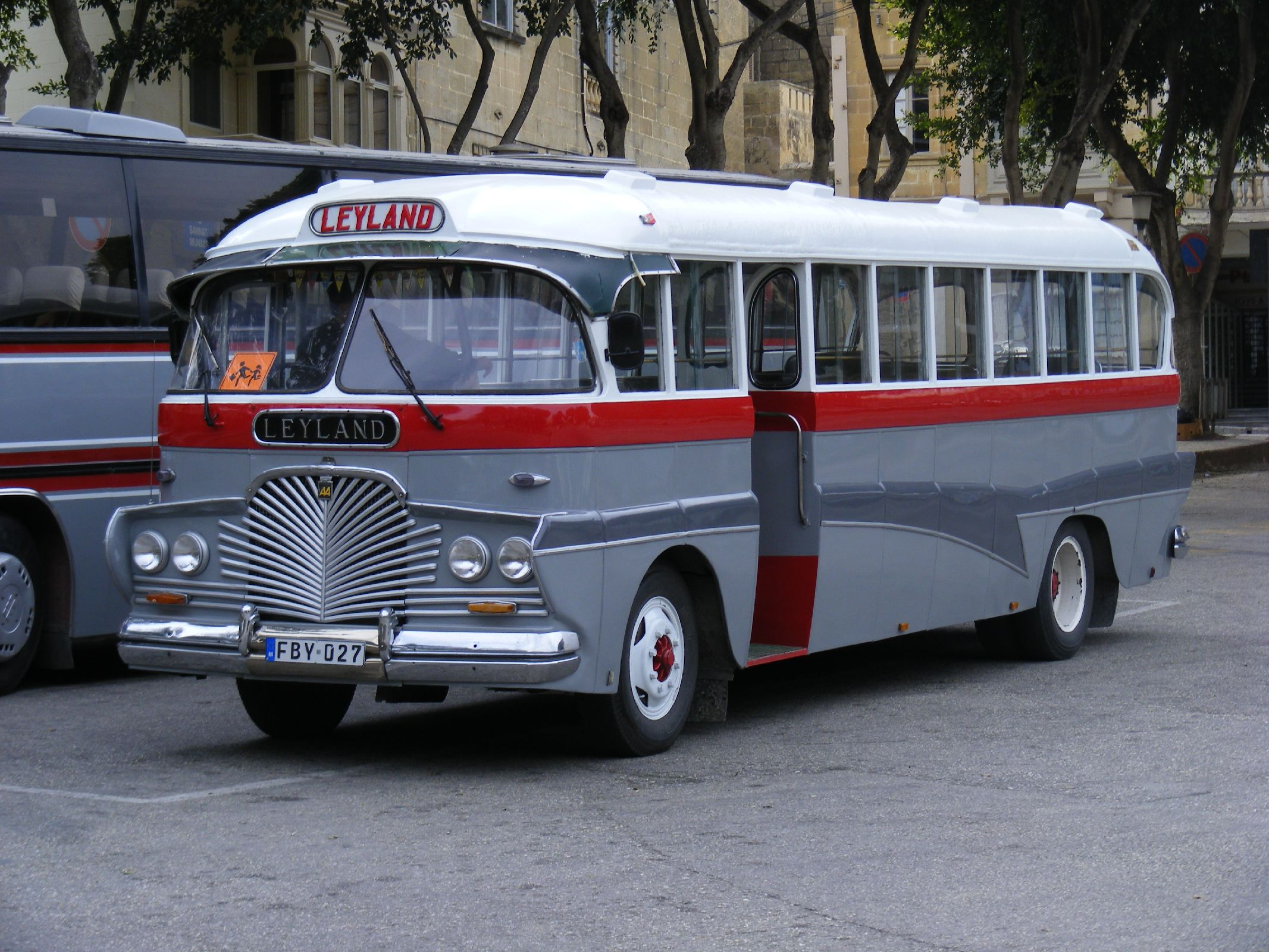
Autobus z Gozo

Wczesne typy autobusów pomalowane były na kolor oliwkowej zieleni z czarnym paskiem. W latach 30. XX w. autobusy miały różne kolory, w zależności od linii, którą obsługiwały. W 1975 roku zostały przemalowane na zielono, a od 1995 roku miały dwa kolory: biały (powyżej) i żółty (poniżej linii okien), przedzielony czerwonym pasem. Autobusy na Gozo były stalowoszare z czerwonym pasem poniżej okien.
Autobusy jeżdżące po Malcie bezpośrednio przed reformą 2011 roku nie były piętrowe, posiadały nadwozie autobusowe lub autokarowe. Wczesne autobusy nie posiadały jeszcze tych wszystkich cech autobusu miejskiego, numery linii napisane były na białych kartach. Późniejsze autobusy miały już nowoczesne funkcje np. elektroniczne wyświetlanie kierunku jazdy, lecz ciągle były tam pokazywane jedynie numery linii.
Ciągle było możliwe spotkać bardzo wczesne typy autobusów, posiadające silniki zamontowane z przodu pod szeroką maską, tak jak klasyczne ciężarówki, jakkolwiek nie były one już używane do przewozu pasażerów. Większość klasycznych maltańskich autobusów miała wyszukane „grille” (kratki ochronne chłodnicy), reflektory, zakrzywione przednie szyby oraz pochyłe dachy. Późniejsze modele miały nadwozia zaprojektowane dla konwencjonalnych autobusów i autokarów, używanych w innych krajach, jak np. Plaxton Supreme czy Duple Dominant.
Pomiędzy 1981 a 1987 rokiem tabor autobusowy został znacznie zmodernizowany za sprawą importu ponad 260 używanych pojazdów z Wielkiej Brytanii. Wiele najstarszych pojazdów zostało następnie zastąpionych przez 150 niskopodłogowych autobusów z Chin i Turcji, których zakup został sfinansowany z dotacji rządowych. Import używanych pojazdów z Wielkiej Brytanii był kontynuowany do 2008 roku. Jednym z ostatnich nabytków był Volvo B6s, uzyskany z nadwyżki pojazdów po przejęciu Yorkshiore Traction przez Stagecoach. Nawet po tej modernizacji, ciągle wśród 500 sztuk taboru autobusowego znajdowały się egzemplarze pochodzące z lat 50. XX w., które były w użyciu aż do definitywnej reformy transportu autobusowego w roku 2011.

### Zdobnictwo

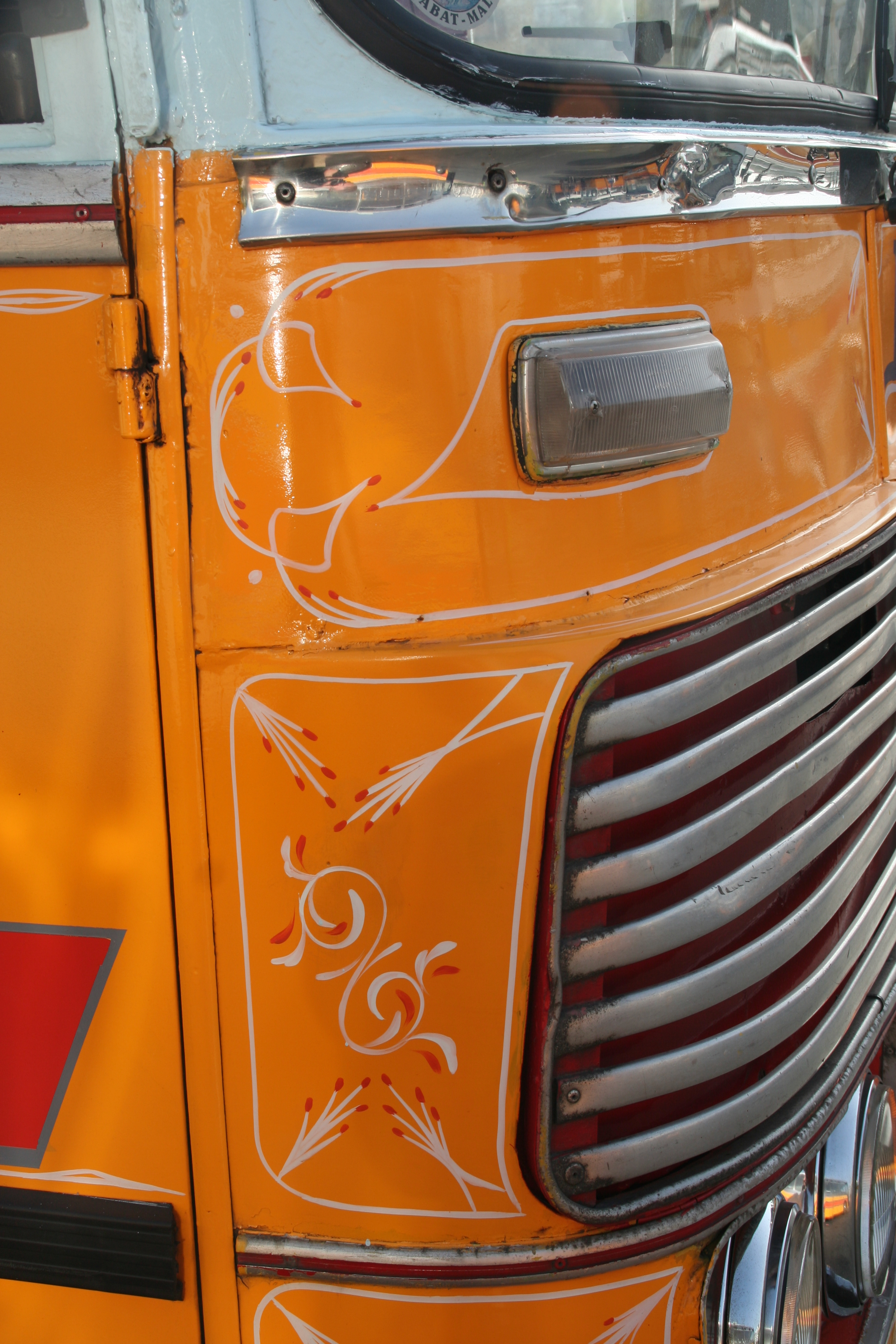
Malowane ozdoby na autobusie z Malty

Maltańskie autobusy charakteryzowały się wysokim poziomem indywidualizacji oraz mnóstwem dodatkowych ozdób. Typowe dodatki do tych autobusów to: 
- Duża liczba części chromowanych / dokładne ich wypolerowanie, np. kołpaki i kratownice („grille”)
- Ozdobne malowanie, zarówno ogólne, jak i takich elementów, jak kierunkowskazy czy korki wlewu paliwa
- Niestandardowe komunikaty dla pasażerów, zarówno wewnątrz, jak i zewnątrz pojazdu
- Nazwy powiązane ze świętymi patronami miejscowości, monarchami i innymi znaczącymi obiektami
- Ozdoby i wisiorki, zwłaszcza na przedniej szybie od wewnątrz
- Slogany, malowidła ścienne, cytaty oraz rzeczy przynoszące szczęście (np. podkowa)

Ze względu na specyfikę pracy autobusów, wielu kierowców było także mechanikami, a duża liczba autobusów dumnie eksponowała nazwę producenta nadwozia lub podwozia pojazdu, lub używanego silnika. W wielu jednak przypadkach nazwy te nie były właściwie nazwami autobusów, o których mowa.

### Zachowanie dla potomnych

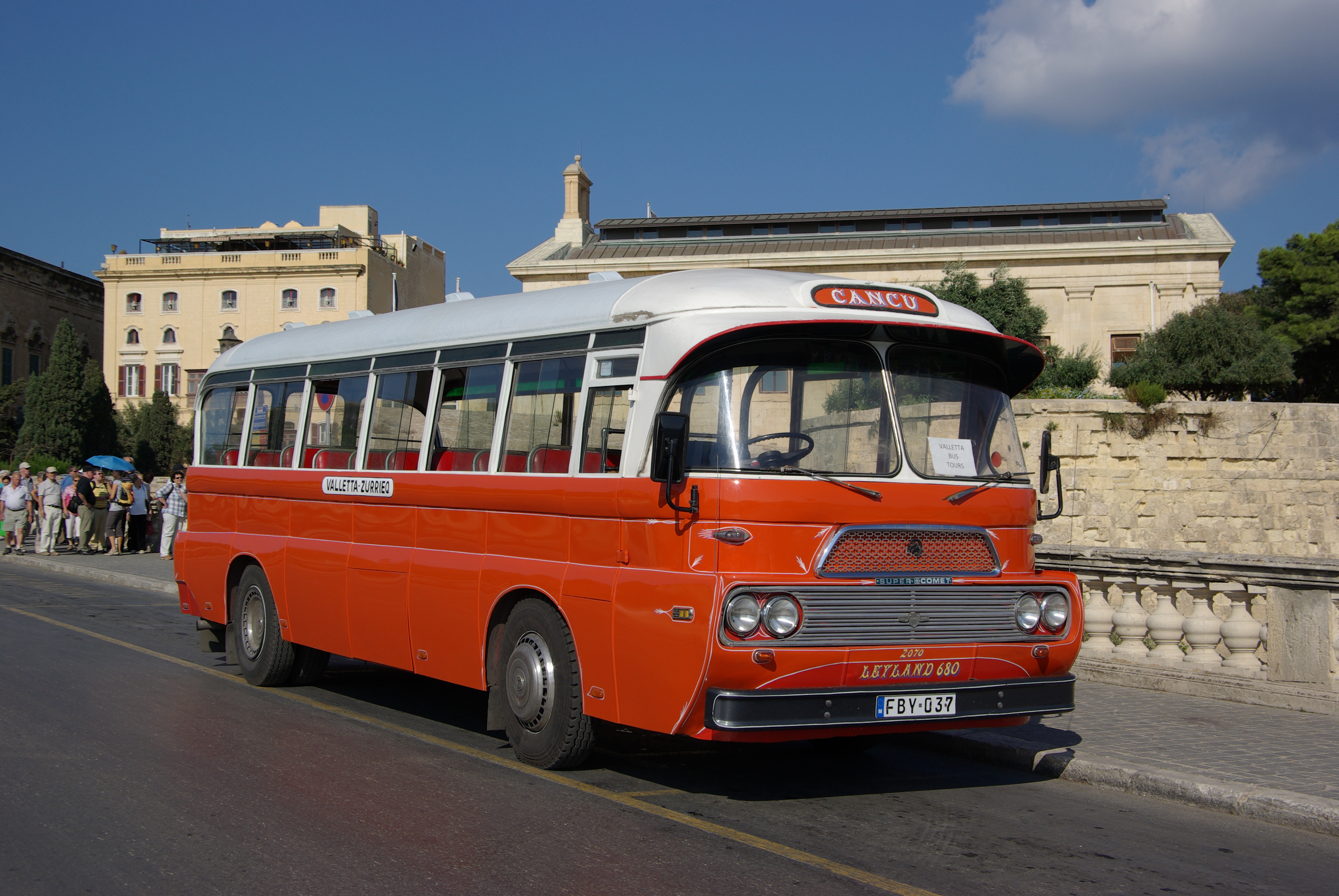
Autobus pomalowany na oryginalne kolory kursujący na trasie Valletta – Żurrieq.

Organizacja ochrony dziedzictwa Malty Heritage Malta po restrukturyzacji sieci zakupiła 90 autobusów i jest obecnie w trakcie przywracania ich do pierwotnego stanu i zachowania ich niestandardowych modyfikacji. Wysiłki te były wspomagane przez wiedzę oraz oryginalne części mechaniczne, dostarczane przez byłych właścicieli pojazdów. Planuje się, że te odnowione autobusy eksponowane będą w muzeum dziedzictwa przemysłowego.
Od roku 2011 wiele starych autobusów zostało odmalowanych w ich oryginalnych kolorach sprzed 1975 roku. Godnym uwagi przykładem jest pocztowy autobus z Gozo (ang. Gozo Mail Bus), który został odmalowany w kolorze czerwonym z białym pasem.
Poczta Malty wydała w roku 2011 serię 20 znaczków pocztowych aby upamiętnić wycofanie ze służby, w dniu 2 lipca 2011, tradycyjnych maltańskich autobusów. Znaczki pokazują autobusy w różnych kolorach, na które były one pomalowane, jeżdżąc na różnych trasach.  
W roku 2013 wydano podobną serię, składającą się z 6 znaczków.

## Arriva (2011–2013)

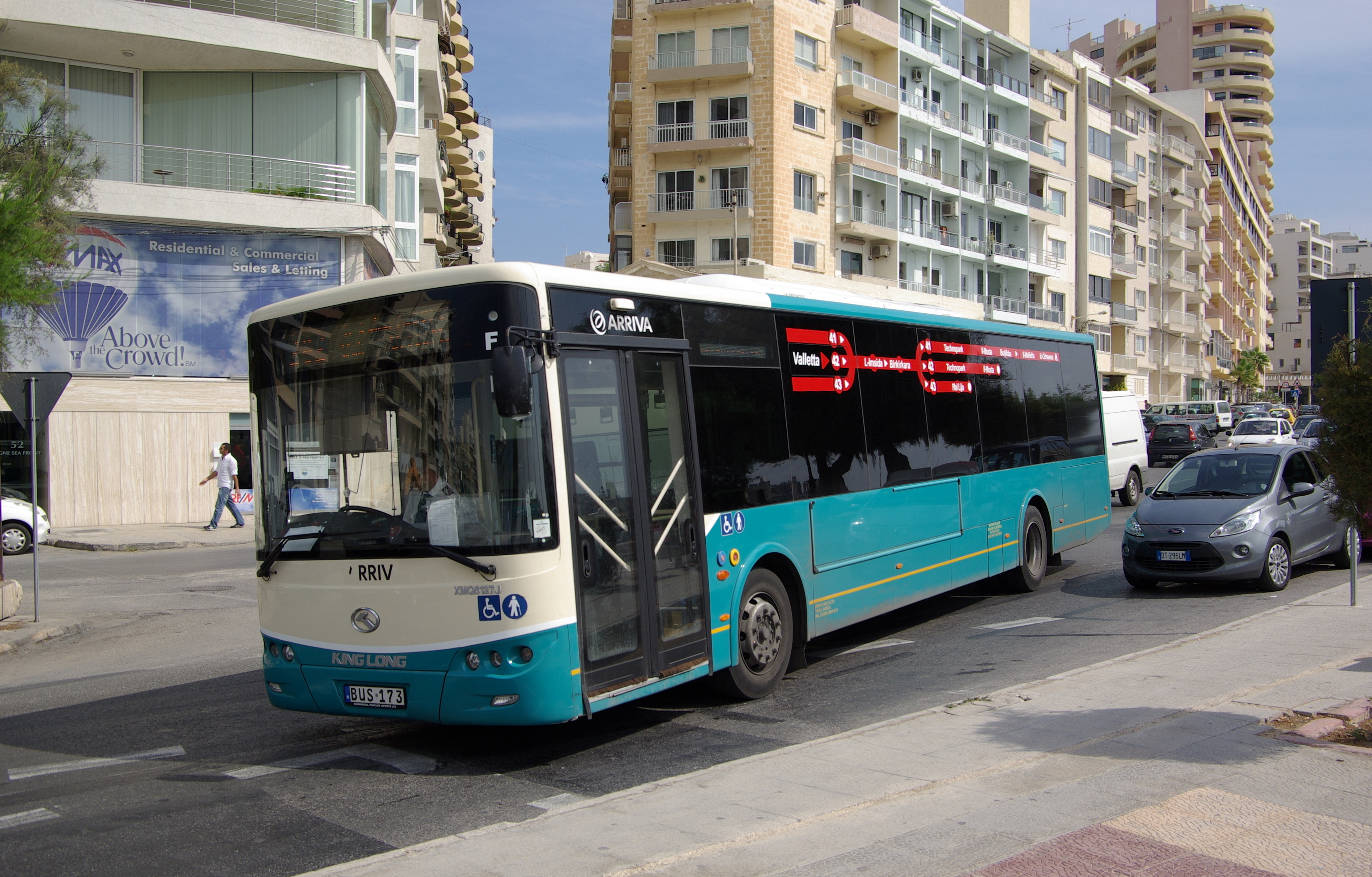
Autobus firmy Arriva, model King Long, jeżdżący na Malcie

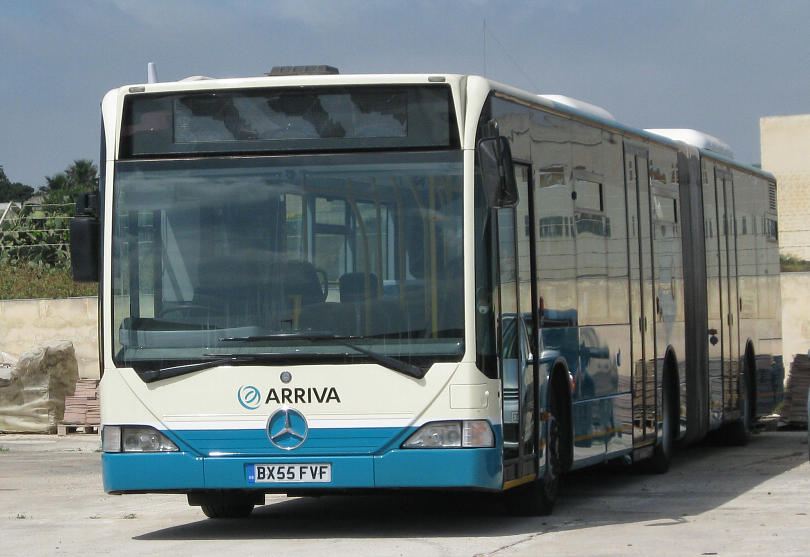
Autobus przegubowy, sprowadzony z Londynu, do obsługi nowego systemu.

Główna restrukturyzacja usług transportu autobusowego na Malcie miała miejsce 3 lipca 2011 roku. Sieć została przejęta przez firmę Arriva, nowe niskopodłogowe autobusy zostały wprowadzone do służby, struktura usług i ceny za przejazdy zmieniły się dramatycznie.
Brytyjska konsultacyjna firma doradztwa technicznego Halcrow Group Ltd została poproszona o ocenę systemu obsługi autobusowej na Malcie. Wydany w  listopadzie 2005 roku raport skrytykował istniejący system oraz układ między ADT i ATP, który skutkował bardzo niskim stopniem wykorzystania istniejącego taboru, oraz spadkiem o 50% liczby pasażerów pomiędzy rokiem 1979 a 2009.
Ostateczne plany pierwszej od 1977 roku  restrukturyzacji transportu autobusowego na Malcie zostały ogłoszone w grudniu 2008 roku. Zgodnie z przepisami Unii Europejskiej, prawo do eksploatacji nowej sieci nie mogło być bezpośrednio przeniesione na ATP, jakkolwiek odstąpiono od przetargu, by wyłonić nowego właściciela. W rezultacie doprowadziło to do odstąpienia od wspomaganego przez państwo systemu właściciel-operator, który w 2009 roku opierał się na 508 autobusach o przeciętnym wieku 35 lat, obsługiwanych przez ponad 400 niezależnych licencjobiorców.
Nowy tabor, zarządzany przez firmę Arriva, składał się z 264 autobusów, w tym 2 siedmiometrowych do obsługi tras w Valletcie, 61 dziewięciometrowych, włączając w to 10 autobusów o napędzie hybrydowym do obsługi w systemie park-and-ride oraz wybranych tras (Mater Dei-Ta’ Qali, Paola-Xgħajra-Paola), 153 autobusy 12-metrowe, oraz 46 autobusów przegubowych do obsługi lotniska i głównych tras, takich jak do Sliemy, portu lotniczego oraz terminali promowych. Nowy system zwiększył liczbę dostępnych w autobusach  miejsc siedzących z 6.600 do 20.500, a liczbę przystanków do 850 na Malcie i 120 na Gozo.
W listopadzie 2010 zostały przedstawione główne korzyści z zamierzonych zmian:
1. Roczne dotacje rządowe mniejsze o 3.5 mln euro
2. Pierwsza całodzienna i całotygodniowa obsługa autobusowa na Gozo
3. Ujednolicona opłata, niezależna od odległości
4. Tanie tygodniowe opłaty dla nie-rezydentów
5. Nowe autobusy (70% taboru)
6. Wszystkie autobusy z czystszymi ekologicznie silnikami Euro V
7. Znacznie niższe emisje spalin
8. Wszystkie autobusy w pełni dostępne dla wózków dziecięcych oraz inwalidzkich
9. Klimatyzacja i CCTV w każdym autobusie
10. Więcej tras, częstsze kursy
11. Więcej terminali autobusowych i węzłów przesiadkowych
12. Dłuższe godziny obsługi na wszystkich trasach
13. Autobusy nocne
14. Podany maksymalny czas oczekiwania na wszystkich trasach
15. Rozkłady jazdy i czas przyjazdu najbliższego autobusu na SMS
16. Pełniejsza informacja w autobusach i na przystankach
17. Większa liczba kierowców
18. Zwiększona dyscyplina pracy
19. Kierowcy lepiej przeszkoleni
20. Autobusy w kolorze seledynowym (akwamaryna)

Tabor autobusowy, cały w standardowych, seledynowo-kremowych, kolorach firmy Arriva, był złożony z autobusów Euro V King Long oraz z londyńskich „przegubowców” Mercedes-Benz Cigaro G. Niektóre z nowszych autobusów poprzedniego operatora zostały również włączone do taboru Arrivy. Sieć otrzymuje dotację w wysokości 6 mln euro rocznie. Pasażerowie z maltańskimi kartami ID mają 40% zniżkę na przejazdy, pozostali pasażerowie (w tym turyści) uiszczają pełną opłatę. Skłoniło to Komisję Europejską do rozpoczęcia dochodzenia, czy dwustopniowa struktura opłat nie narusza unijnego prawa o dyskryminacji.
3 lipca 2011 roku, pierwszego dnia działalności na Malcie, firmę Arriva nękały nieprzewidziane problemy. Autobusy wyjeżdżały opóźnione lub w ogóle nie pojawiły się. Głównym powodem była nieobecność ponad 70 kierowców, którzy mieli przejść z poprzedniego systemu pracy kierowca-właściciel. Spowodowało to olbrzymi zator na nowym terminalu autobusowym w Valletta, jak również na innych przystankach końcowych oraz na trasach. Opóźnienia w ruchu powodowane były również przez niewłaściwe informacje na autobusach dotyczące trasy oraz ich problemy techniczne. Arriva była również krytykowana za remontowane drogi oraz rozkłady jazdy, co spowodowało przedłużanie jazdy dla części pasażerów.
W ciągu pierwszego tygodnia działalności nowego systemu, nie podjęło swoich obowiązków prawie 180 kierowców, z których większość poprzednio pracowała w starej sieci. Jako powód swojego niestawiennictwa podawali oni, wprowadzony przez nowego pracodawcę rozdzielno-zmianowy system pracy, który podobno nie był ujęty w warunkach, na których zgodzili się oni pracować. Ich akcja przyniosła wiele krytycznych uwag, włącznie z wypowiedzią polityka Emanuela Delia, oskarżającym kierowców o próbę sabotażu nowego systemu, dążąc do jego wycofania. Arriva odpowiedziała sprowadzeniem z Wielkiej Brytanii 70 kierowców oraz wyszkoleniem następnych lokalnych kierowców, w celu zastąpienia brakujących pracowników. Niektóre usługi zostały zlecone innym firmom.
Nowy układ pracy wszedł w życie końcem lipca 2011 roku. W odpowiedzi na krytykę, w dniu 23 lipca 2011 r. ogłoszono szereg zmian w nowych trasach, które miały być wprowadzone w życie między lipcem a październikiem. W sierpniu 2011, Arriva uznała General Workers’ Union jako reprezentanta swoich pracowników na Malcie. Późniejsze zmiany dotyczące 112 tras, zostały ogłoszone w październiku przez ministra transportu Austina Gatta, zapowiadając więcej autobusów do Valletty i Mater Dei Hospital.
Arriva była ostro krytykowana, zarówno przez pasażerów, jak i przez rządową agencję Transport Malta, z powodu konsekwentnego nietrzymania się standardów. 14 listopada 2012 r. Arriva została surowo skarcona przez Transport Malta oraz otrzymała termin do końca miesiąca, aby doprowadzić wszystkie swoje przejazdy do 100% sprawności, zanim Transport Malta zacznie wykorzystywać swój własny transport na koszt Arrivy.
W sierpniu 2012 roku rząd Malty nakazał Arriva Malta wycofanie autobusów przegubowych z eksploatacji na czas dochodzenia w związku z trzema poważnymi pożarami tych autobusów w przeciągu 48 godzin. Pożary zniszczyły autobusy, a w jednym przypadku spowodowały poważne zniszczenie pobliskich pojazdów, należących do MaltaPost. Na szczęście nikt nie odniósł obrażeń podczas tych incydentów. Podobnie jak w Wielkiej Brytanii, gdy takie same autobusy zostały zniszczone przez pożar, stały się częstym tematem żartów w rozmowach i na portalach społecznościowych.
Do końca grudnia 2013 roku, w przeciągu 2,5 roku działalności, Arriva wygenerowała straty rzędu 50 mln euro.

## Malta Public Transport Services Limited (od 2014)

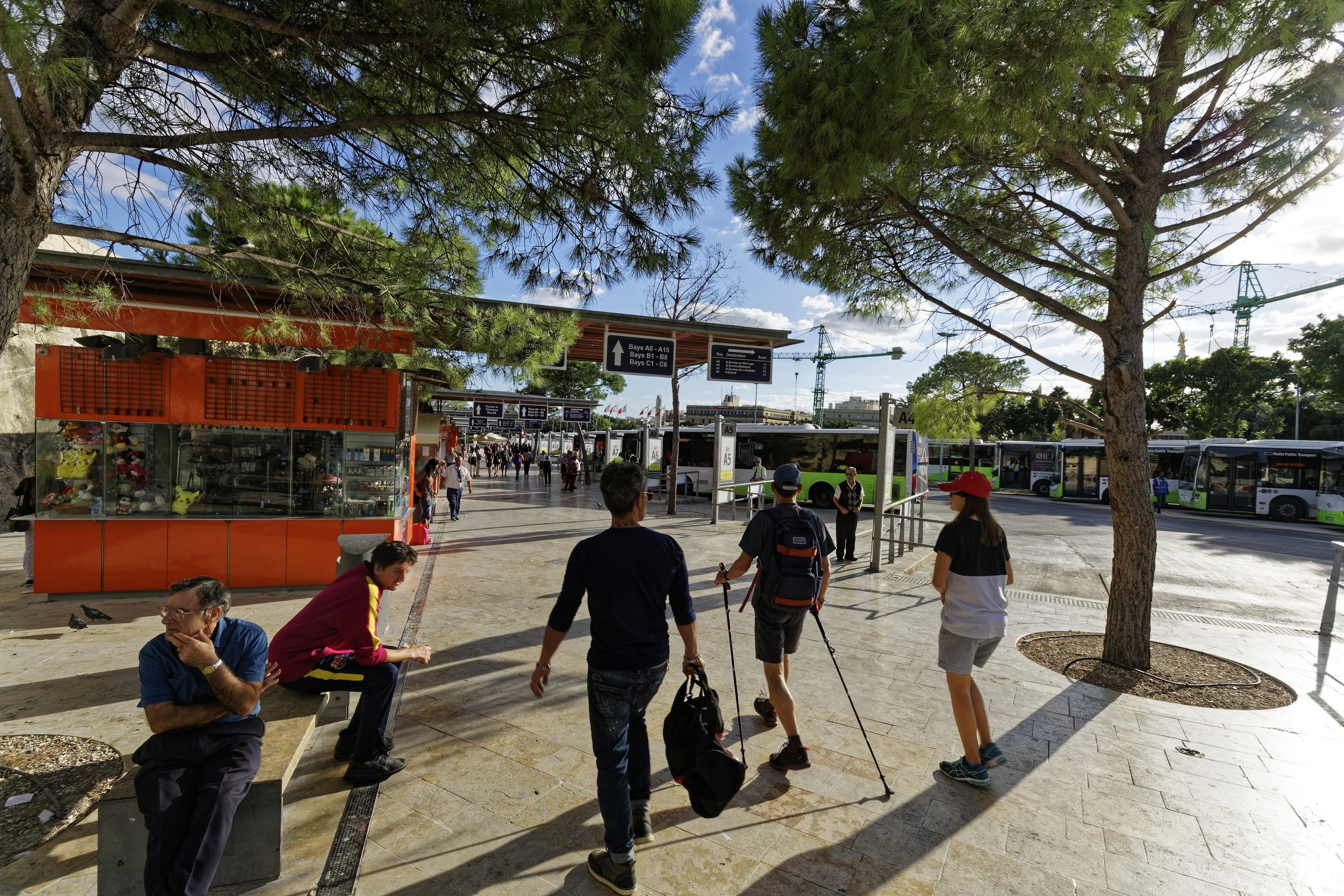
Autobusy Malta Public Transport w centrum przesiadkowym Valletta City Gate Bus Station (2017).

1 stycznia 2014 Arriva zaprzestała działalności na Malcie pod dotychczasową nazwą, będąc znacjonalizowaną przez rząd Malty jako Malta Public Transport, z zamiarem reprywatyzacji systemu z nowym operatorem, kiedy tylko się taki znajdzie.
Początkowo autobusy, trasy, oznakowanie (kolory) i bilety pozostały te same, ale bardzo szybko logo Arrivy zostało usunięte z pojazdów. Zostały wprowadzone nowe bilety z nazwą spółki, również nastąpiły niewielkie zmiany w przebiegu tras. W kwietniu 2014 trzy spółki, złożyły swoje oferty na obsługę linii autobusowych. Były to Autobuses Urbanos de León, Gozo First oraz Island Buses Malta.
W maju 2014 jedenaście nowych autobusów przybyło na Maltę; są one pierwszą częścią nowej partii 45 autobusów Malta Public Transport. Zostały one wprowadzone do użytkowania w czerwcu 2014. Są pomalowane na biało z małym logo Malta Public Transport.
W październiku 2014 rząd Malty wybrał Autobuses Urbanos de León jako nowego przewoźnika na wyspie. Firma przejęła obsługę autobusową w dniu 8 stycznia 2015, zachowując nazwę Malta Public Transport. Zmiany np. na trasach będą stopniowo wprowadzane w ciągu roku. Planuje się, że spółka będzie w posiadaniu 360 autobusów, około 100 więcej niż Arriva. Maltańskie autobusy obsłużyły w 2015 roku ponad 40 milionów pasażerów.
Od 2020 roku we wszystkich autobusach komunikacji miejskiej funkcjonuje darmowy bezprzewodowy Internet Wi-Fi.
Od października 2022 roku, komunikacja miejska na Malcie ma być darmowa dla jej mieszkańców.

## Autobusy z otwartą górą („bez dachu”)

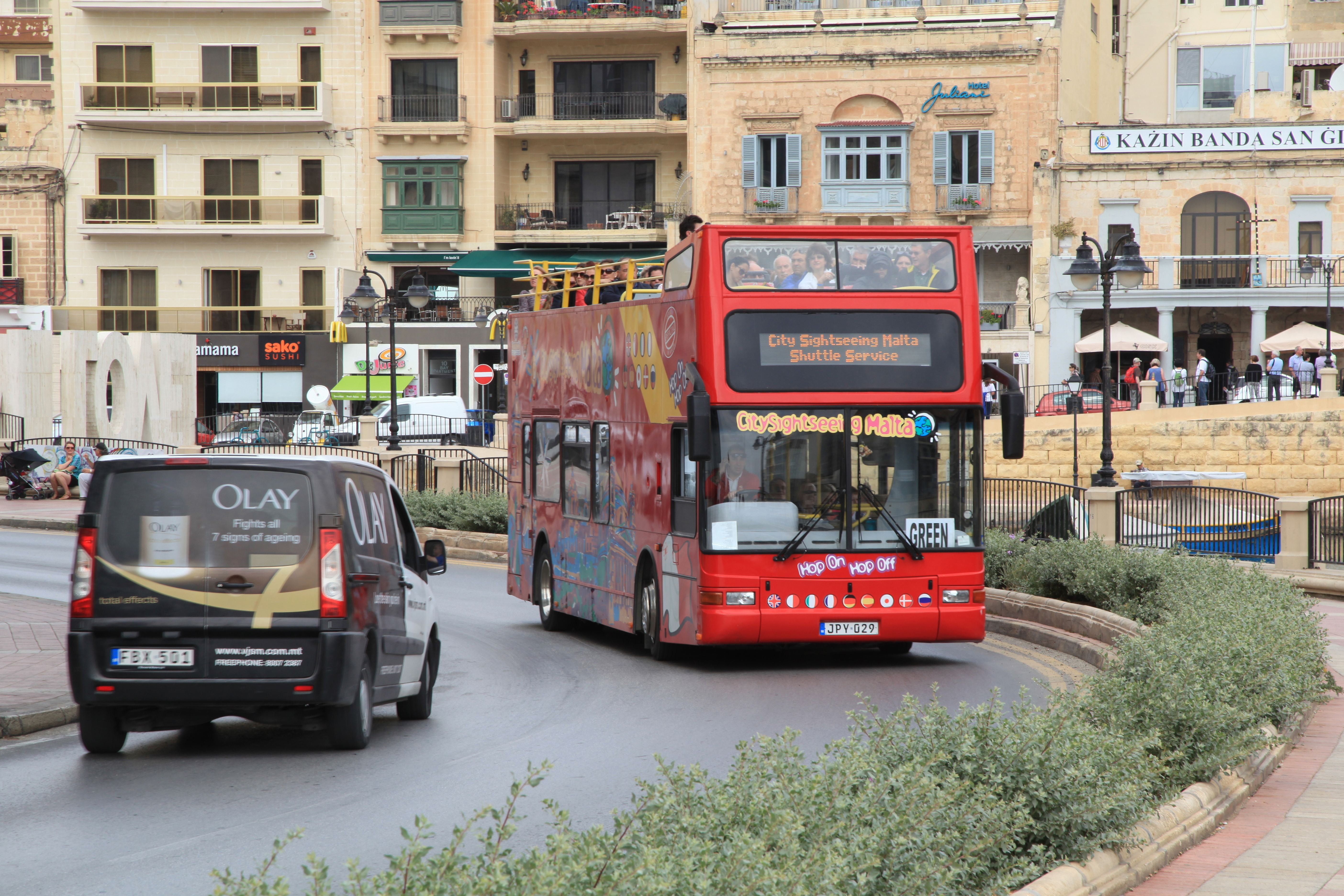
Jeden z piętrowych autobusów z otwartą górą na Malcie

Po raz pierwszy zaproponowano wprowadzenie do użytkowania na Malcie autobus z otwartą górą we wczesnych latach 90. XX w., kiedy pewna liczba autobusów piętrowych z otwartą górą została importowana z Wielkiej Brytanii przez prywatną firmę Garden of Eden. Urząd Transportu odmówił udzielenia licencji na ich użytkowanie, argumentując, że pojazd wraz z pasażerami stojącymi na górnym pokładzie może przekroczyć maksymalną dozwoloną wysokość 4 metrów. W czerwcu 2007 decyzja ta została odwołana, i dwie objazdowe trasy turystyczne – północna i południowa – rozpoczęły działalność, używając ośmiu autobusów z otwartą górą; również podobna działalność zaczęła mieć miejsce na Gozo. Dwaj przewoźnicy turystyczni obsługujący tego typu autobusy to: MaltaSightSeeing i CitySightseeing Malta. W autobusach dostępny jest wielojęzyczny system audio przewodnika, w autobusach MaltaSightSeeing dostępny również w języku polskim.